# Christina Stead
Pour les articles homonymes, voir Stead.
Œuvres principales
- L'Homme qui aimait les enfants

Christina Stead, née le 17 juillet 1902 à Rockdale en Nouvelle-Galles du Sud et morte le 31 mars 1983 à Sydney, est une écrivaine australienne. Son roman le plus connu, L'Homme qui aimait les enfants, figure au classement des cent meilleurs romans de langue anglaise (pour la période 1923-2005) établi par le magazine Time en 2010 et est considéré comme un chef-d'œuvre par de nombreux écrivains, notamment Jonathan Franzen, Angela Carter, Robert Stone ou Rebecca West.

## Œuvres

### Romans
- (en) Seven Poor Men of Sydney, 1934
- (en) The Beauties and Furies, 1936
- (en) House of all Nations, 1938
- L'Homme qui aimait les enfants, Fayard, 1988 ((en) The Man Who Loved Children, 1940)
- Vent d'amour, Éditions des Deux-Rives, 1947 ((en) For Love Alone, 1944)
- (en) Modern Women in Love, 1945
- (en) Letty Fox: Her Luck, 1946
- Tout ce que je veux, c'est une femme, Éditions Bernard Coutaz, 1990 ((en) A Little Tea, a Little Chat, 1948)
- (en) The People with the Dogs, 1952
- (en) Dark Places of the Heart, 1966
- (en) Cotters' England, 1967
- (en) The Little Hotel: A Novel, 1973
- (en) Miss Herbert: The Suburban Wife, 1976
- (en) I'm Dying Laughing: The Humourist, 1986
- (en) The Palace With Several Sides: A Sort of Love Story, 1986

### Recueils de nouvelles
- (en) The Salzburg Tales, 1934
- (en) The Puzzleheaded Girl: Four Novellas, 1965
- (en) Ocean of Story: The Uncollected Stories of Christina Stead, 1985